# رقص بر آبگینه
رقص بر آبگینه (انگلیسی: Dancing on Glass) با نام اصلی دختران کریستالی (اسپانیایی: Las niñas de cristal‎) یک فیلم درام اسپانیایی است که در سال ۲۰۲۲ منتشر شد. از بازیگران آن می‌توان به ماریا پدراسا و آنا واگنر اشاره کرد.

## خلاصه داستان
ماجرای فیلم دربارهٔ دوستی دو رقصنده باله است که برای یک گروه هنری رقص باله کار می‌کنند.